# Заповідник Лайдеваге
Запові́дник Лайдеваге (ест. Laidevahe looduskaitseala) — природний заповідник, розташований на заході Естонії. Створений 5 листопада 2002 року для охорони природного комплексу затоки Лайдеваге: її островів, реліктових озер і рідкісної біоти. Сучасна площа становить 2454,6 га. 31 березня 2003 року заповідник включений до списку водно-болотних угідь Рамсарської конвенції.

## Історія
Перші відомості щодо зустрічі на теренах сучасного заповідника рідкісних видів з'явились у 1990-х роках, коли орнітологи спостерігали за морськими птахами, що зупинялись в затоці Лайдеваге під час перельотів. Серед їхній зграй зафіксували рідкісний для Естонії вид — орлана-білохвоста. З 1995 року ці хижаки почали гніздуватися в лісі на березі затоки. 1998 року науковці запропонували ввести на цих землях охоронний режим, однак організація заповідника затягнулася через спротив місцевих землевласників, які побоювались майбутніх обмежень.
На момент заснування природоохоронної установи її загальна площа становила 2442 га, з яких 1672,3 га припадали на суходіл, а 769,7 га — на водойми. Пізніше її дещо збільшили, наразі загальна площа становить 2454,6 га, включно з 1510,1 га суходолу та 944,5 га водної поверхні. Адміністрація заповідника співпрацює з місцевими жителями у проєктах з розвитку туризму, зокрема на місцевих луках випасають коней, що дає змогу вберегти луки від заростання й водночас приваблює туристів.

## Географія
Заповідник Лайдеваге розташований на заході Естонії, в повіті Сааремаа, в межах однойменної волості (раніше входив до волостей Піхтла і Вальяла). Його територія обіймає східне узбережжя острова Сааремаа і прилеглу до нього акваторію затоки Лайдеваге. Поблизу кордонів заповідника лежать села Оессааре, Ійласте, Метсакюла, Вельякюла, Тиллусте, Матсіранна, Сійксааре, Сандла і Вальямийза. Сільськогосподарські угіддя цих поселень частково входять до буферної зони природоохоронної установи, на них дозволена ощадлива користувацька діяльність. Найближче до заповідника місто — Курессааре.
Територія заповідника Лайдеваге рівнинна з дуже звивистою береговою лінією. Природні ландшафти представлені трьома біоценозами: лісами, луками і, власне, самою акваторією. Затока Лайдеваге мілководна, в ній близько 40 малих островів і рифів. Крім затоки Лайдеваге, в межах заповідника розрізняють ряд менших заток (Пока тощо). Нарівні з морськими водами в житті мешканців заповідника значну роль відіграють прісні водойми. З них найбільшу площу мають мілководні реліктові озера Аенга, Оессааре, Пилдеалуне, Рістілаю. Вони утворились через підняття земної кори в цьому регіоні, внаслідок чого колишні лагуни були відрізані від Балтійського моря і перетворились на закриті водойми. Мережа проточних водойм не розвинена, в охоронній зоні до таких можна віднести лише дрібні струмки і дренажні канави. Прибережні ділянки, не зайняті рослинністю, утворюють природні пляжі, як от пляж Сійксааре.

## Флора і фауна

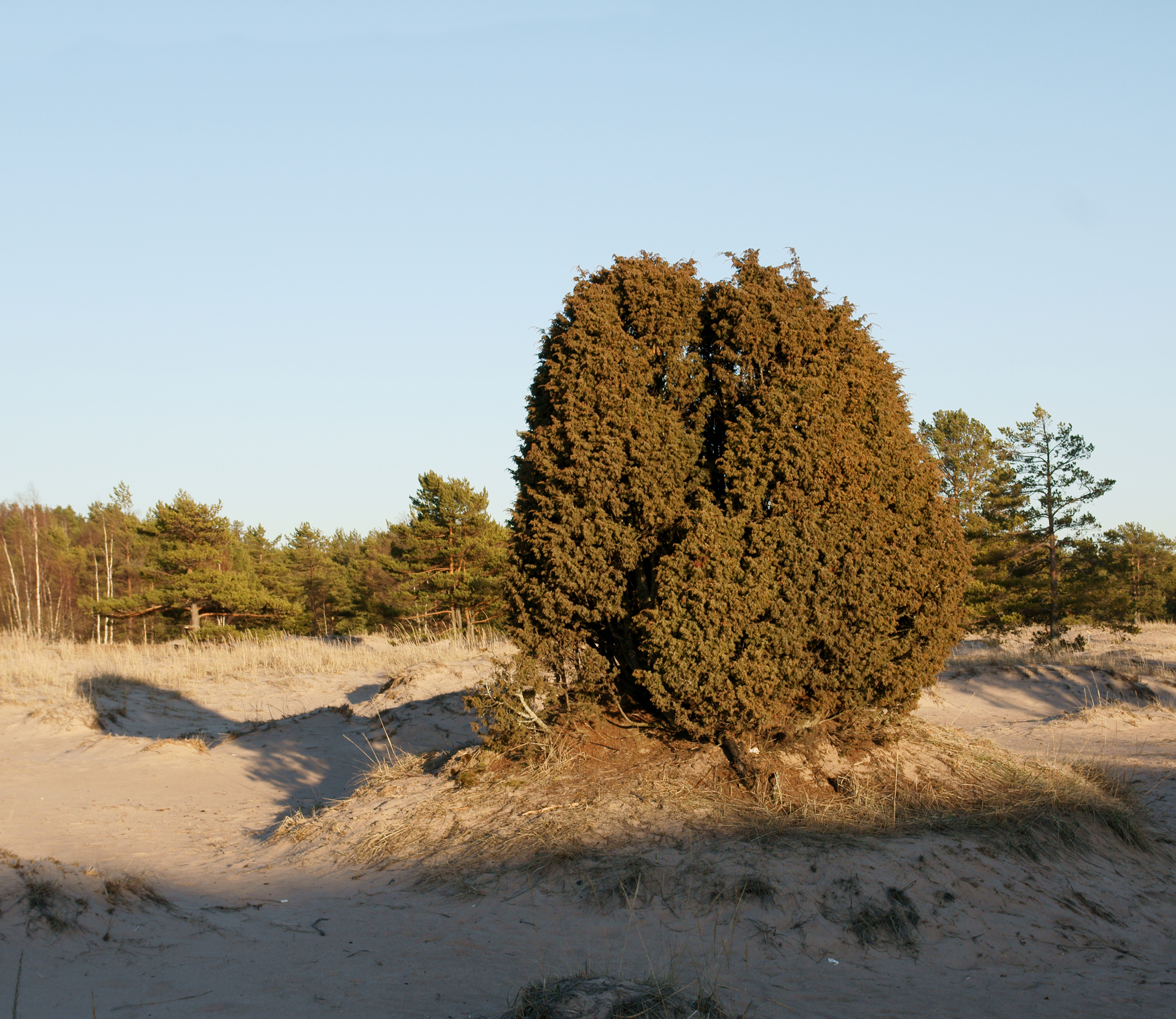
Ялівець звичайний — типова рослина сухих альварних луків.

У заповіднику Лайдеваге поширені дрібнолистяні й широколистяні ліси, на окремих ділянках переважають сосни. Деревостани усіх типів перестійні та вирізняються доброю збереженістю. У підліску заповідних лісів присутні види рослин, які в Естонії охороняють як зникаючі, — це ялівець звичайний і яблуня лісова. В трав'яному покриві ховаються цибуля ведмежа та рідкісні орхідеї: булатки довголиста і червона, зозулині черевички справжні, коручка широколиста, любка зеленоцвіта. Луки заповідника поділяють на три типи: прибережні, альвари і заболочені. Лучна рослинність носить мозаїчний характер: на прибережних луках багато галофітів, витривалих до дії солоних морських аерозолів, на альварах — ялівцю, на заболочених луках домінують злаки, жеруха шорстка, потічник прямий, Samolus valerandi. Характерно, що кожному з цих типів лук притаманні свої рідкісні види, наприклад, на приморських росте Tetragonolobus maritimus, на заболочених — коручка болотна, альвари до вподоби зозулинцю чоловічому. В коловодній рослинності Лайдеваге домінує очерет.
Усього на заповідних теренах відмічено 13 видів рідкісних видів, з яких особливу увагу привертають найбільші пернаті хижаки Естонії — орлани-білохвости. Трави відіграють важливу роль як прихисток і кормові угіддя для перелітних птахів, що зупиняються на узбережжі Лайдеваге великими зграями. Найбільші скупчення під час міграцій утворюють казарки білощоки, коловодники звичайні, крячки полярні, пісочники великі, побережники чорногруді, погоничі малі. Гніздуються в очеретяних хащах бугаї, крячки річкові та чорні, мартини малі, пірникози сірощокі та червоношиї. У заповіднику спостерігали сірих журавлів. З хижих птахів, окрім орланів, звичайні луні очеретяні.
З-поміж ссавців, що потребують охорони, тут відмічені видри річкові і тев'яки довгоморді. Крім того, акваторія заповідника відіграє значну роль як місце нагулу промислових риб. З числа непромислових у ній фоновим видом вважають бабця європейського. Також у прісних водоймах звичайні широкопалі раки.
Охоронювані тварини заповідника Лайдеваге